# ولیکی سوودل
ولیکی سوودل (به لاتین: Veliki Suvodol}} یک عوارض جغرافیایی در صربستان است که در Pirot District واقع شده‌است.

## خصوصیات
ولیکی سوودل ۵۲۳ نفر جمعیت دارد.